# Château du Bérouze
Le château du Bérouze (Bérouse) est un manoir du XVIIe siècle, situé sur la commune de Samoëns, dans le département de la Haute-Savoie.

## Situation
Le château du Bérouze est situé à l'entrée de Samoëns, par la route arrivant de Taninges en face de la chapelle dédiée à saint Pierre et saint Paul.

## Historique
Le château du Bérouze, fut construit à côté d’une tour carrée du XVe siècle, vers 1660 par Bernard Ducis, fermier du prince et ancien châtelain de Saint-Jeoire,. Son testament de 1660 fait une donation pour édifier la chapelle du Bérouze en face du manoir,. L'argent sert a rétablir une ancienne chapelle du hameau dédiée aux saints Pierre et Paul,. La chapelle était à l'origine installée au col de Cou (Couz). Très probablement détruite en 1476, lors de l'invasion des troupes valaisannes, elle est reconstruite en 1481 au hameau de Bérouse. 
L'édifice accueille une école.
Depuis 1997 un couple d'écrivains et journalistes néo-zélandais entreprend de restaurer le château, ce dernier étant pratiquement resté à l'abandon depuis 1930[réf. nécessaire].

### Anecdote
Le château fut témoin d’une idylle qui ne se termina pas très heureusement. Durant la guerre de succession d’Autriche, un capitaine espagnole en garnison à Samoëns et Taninges et logé au château, s’éprit de la fille du maître du Bérouze, Charlotte Lejeune, et l’épousa en 1748. 
Malheureusement, la guerre finie, le régiment rentre en Espagne et le fringant capitaine le suivant, abandonnant sa femme enceinte sans jamais donner de ses nouvelles. Josepha Juradoz, telle était le nom  de la fille d’inconstant Espagnol, épousa à son tour le fils unique d’un notable de Samoëns, François-Joseph-Marie Rouge. Quelques années plus tard, en 1775, elle eut la surprise d’apprendre que son père, devenu colonel et gouverneur de Cadiz, pris de remords, avait rédigé son testament en sa faveur et lui laissait une vraie fortune en or et bijoux. Mais elle n’eut guère le temps de profiter car elle mourut deux ans plus tard. Déjà bien pourvu du côté de sa famille paternelle, François-Marie Rouge devint, grâce à l’héritage de sa femme, le plus riche bourgeois des environs. Il utilisa sa fortune à faire le bien, créant au Bérouze une école de latinité, dont il était régent, protégeant les prêtres réfractaires durant le Révolution et terminant sa vie comme syndic de sa commune, en philanthrope aimé et respecté.

## Description
Le château de Bérouze est un manoir, couvert d'une haute toiture à quatre pans en ardoises, à laquelle on accède à sa cour par une porte cochère.